# Чхакоура
Чхакоура (груз. ჩხაკოურა) — село в Грузії.
За даними перепису населення 2014 року в селі проживає 223 особи.